# Pietro Di Vico
Pietro Mario Luigi Di Vico (Maddaloni, 6 giugno 1853 – Roma, 28 novembre 1939) è stato un magistrato e politico italiano.
Magistrato di carriera, è stato avvocato generale militare e presidente aggiunto del Tribunale supremo di guerra e marina.